# 名古屋経済大学市邨中学校いじめ自殺事件
名古屋経済大学市邨中学校いじめ自殺事件（なごやけいざいだいがくいちむらちゅうがっこういじめじさつじけん）は、2006年（平成18年）8月18日に名古屋経済大学市邨中学校に通っていた元生徒の少女が過去に受けたいじめの後遺症を苦に自殺した事件。

## 概要
自殺した元生徒は2002年（平成14年）に名古屋経済大学市邨中学校に入学。そこでは中学1年の夏休み頃からいじめが始まり、同級生8人から日常的に「うざい」「きもい」「死ね」などの暴言や罵声を浴びせられるようになった。3学期からはいじめがエスカレートして行き、スカートを切られたり靴の中に画鋲を貼り付けられたりまでするようになった。保護者はいじめを担任に相談するが、担任はいじめを放置し続けた。1年生の終業式までいじめをされ続けていた。学園理事長にも相談していたが、理事長は「子供が傷つくのはたいしたことではない。頭をピシャッと叩いて、首に縄を付けて学校に引っ張っていけばいい。あんたは娘がハーフで個性があると勘違いしている」と言い放った。
元生徒は中学2年生になる2003年（平成15年）4月に公立中学校に転校するが、前の中学校でのいじめの光景がフラッシュバックし、授業中に叫んだり体が動かなくなったりした。心療内科に通い心的外傷後ストレス障害と診断されて、精神薬を常用したが症状は安定せず公立中学校2年生2学期からは不登校となった。2004年（平成16年）2月には別の中高一貫校に転校したが、症状は安定せず自殺未遂を繰り返す。そして2006年8月に過去のいじめの後遺症を苦に自宅マンションの8階から飛び降り自殺した。
自殺後に保護者が遺品を整理していると、転校後の学校でのテスト勉強用のノートに8人のいじめ加害者と担任の実名が書き残されているのを見つける。ここから保護者は、自殺は名古屋経済大学市邨中学校時代のいじめが原因であると確信する。それから名古屋経済大学市邨中学校にいじめに関する調査や謝罪を求めたが、学校側は責任追及を回避するため、拒否した。

## 損害賠償請求訴訟
自殺の民事訴訟の時効が迫る2009年（平成21年）8月11日、保護者は学校法人市邨学園理事長、校長、担任、加害生徒8人に対し約4260万円の損害賠償を請求する民事訴訟を名古屋地裁に提訴した。
2011年（平成23年）5月20日、名古屋地裁（長谷川恭弘裁判長）はいじめと自殺の因果関係を認め、学校側に約1490万円の支払いを命じた。学校側は当初から「いじめはなかった」と主張し続けていたが、判決では「いじめがあった」と事実関係を認めた上で学校側の対応は極めて不十分とし、安全配慮義務に違反した不法行為であると結論付けた。このような時間が隔たったいじめと自殺の因果関係を認めた判決は当時、画期的であった。6月1日までに学校側と保護者側の双方が判決を不服として控訴した。
2012年（平成24年）12月25日、名古屋高裁（林道春裁判長）はいじめと自殺の因果関係を認めず、賠償額を約610万円に減額した。一方、いじめや学校側の対応によって解離性同一性障害を発症したことは認定した。この判決に対し、双方が上告しなかったため、判決が確定した。

## 判決確定後
2013年（平成25年）2月27日、保護者は義家弘介文部科学大臣政務官と面会し、「学校側は謝罪も反省もなく、いじめの事実すら認めない」と訴えた。義家は「県が第三者委員会を置くのか、学校にしっかり指導してもらうか。いずれにせよ、何らかの対応をしてもらう」と述べていじめ対応に向けて前向きな姿勢を示した。
2013年（平成25年）8月20日、保護者は大村秀章愛知県知事に対し、市邨学園の調査を行う第三者委員会を設置するよう要請する上申書を提出した。
2014年（平成26年）8月27日、保護者は河村たかし名古屋市長と面会し、「背景がきちんと解明され、間違いが再び起こらないようにしてほしいという気持ちが県に伝わらない」と真相解明に向けて協力を要請した。河村は「行政には再発防止の務めがある。いっぺん調査させていただく。知事にも話す」と真相解明に応じる姿勢を見せた。